# Ballabio
Ballabio é uma comuna italiana da região da Lombardia, província de Lecco, com cerca de 3.326 habitantes. Estende-se por uma área de 14 km², tendo uma densidade populacional de 238 hab/km². Faz fronteira com Abbadia Lariana, Cremeno, Lecco, Mandello del Lario, Morterone, Pasturo.

## Demografia
| Variação demográfica do município entre 1861 e 2011                               |
|                                                                                   |
| Fonte: Istituto Nazionale di Statistica (ISTAT) - Elaboração gráfica da Wikipedia |